# 素敵にショータイム
『素敵にショータイム』（すてきにショータイム）は、NHK総合テレビで放送された音楽バラエティ番組である。

## 概要
元々この番組は1993年4月5日から開始（月曜日22時 - 22時45分）した「ふたりのビッグショー」がルーツとされ、毎回タイトルが示すとおり著名歌手を中心に2人（組）が週代わりで登場してのジョイントコンサートを展開した。
2000年3月31日からは、毎月1回ペースで放送の「いっきにパラダイス」・「今夜は見せまっせ（大阪放送局制作）」と合わせた「金曜オンステージ」の枠内で放送した。
2003年4月4日から「いっきにパラダイス」と統合し「金曜ショータイム」として発展し、2004年4月3日からは土曜日22時20分 - 23時に時間枠を移しこのタイトルに変更し、基本的には「ふたりのビッグショー」の流れを受け継いで放送が続けられた。
2005年3月5日の回をもって放送終了。後継番組は氷川きよしが出演するバラエティ番組「きよしとこの夜」（月曜21時15分 - 22時）。